# Noblella personina
Noblella personina is een kikker uit de familie Strabomantidae. De soort werd voor het eerst wetenschappelijk beschreven door Michael Brown Harvey, Ana De Lourdes Almendáriz Cabezas, Jorge Brito en Diego Batallas in 2013.
De soort leeft in Zuid-Amerika en komt endemisch voor in Ecuador.